# Wicklow
För andra betydelser, se Wicklow (olika betydelser).

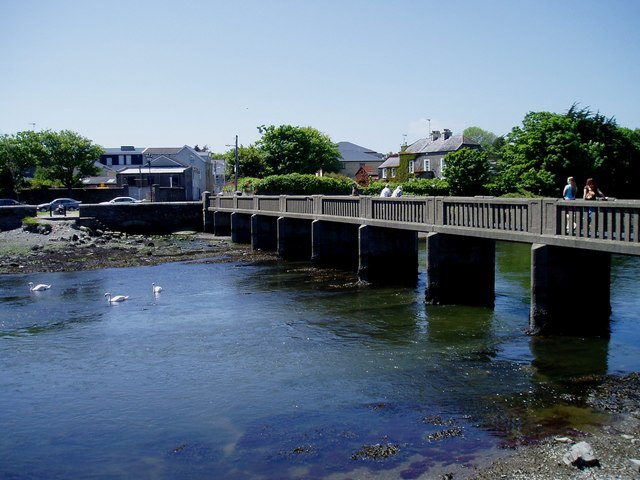
Parnell Bridge över River Vartry i Wicklow.

Wicklow (iriska: Cill Mhantáin) är en stad i grevskapet Wicklow i Republiken Irland. Staden ligger söder om huvudstaden Dublin på östkusten. Wicklow har 9 355 invånare. Staden ligger vid vägen N11 mellan Dublin och Wexford och har järnvägsförbindelse till Dublin.

## Geografi
Wicklow ligger i en halvcirkel runt Wicklows hamn. Direkt norr om staden ligger The Murrough. Landet reser sig och bildar flera kullar vid den västra sidan. I söder domineras landskapet mest av bergigt land, känt som Wicklow Head. Den östra sidan har även Irlands östligaste punkt.

## Nutid
Sedan 1995 har staden genomgått dramatiska förändring och expansion. Staden hade cirka 6 500 invånare år 1990, det antogs då att 2005 skulle invånarantalet ha fördubblats.